# Georg Malmstén
Georg Malmstén (27 de junio de 1902-25 de mayo de 1981), conocido también por los pseudónimos Jori-Setä, Jorkka, Kiljunen Kille, Malmsten Jori y Reima Matti, fue un cantante, músico y compositor finlandés.

## Biografía
Nacido en Helsinki, Finlandia, era el primero de los tres hijos del detective Karl Jarl Malmsténiny su esposa, Eugenie Petroff, de origen ruso. Sus hermanos eran Eugen Malmstén y Greta Pitkänen. 
En la escuela primaria ya demostraba sus dotes musicales, y comenzó a estudiar trompeta en la actual Academia Sibelius. Más adelante fue alumno en la orquesta, y a los 17 años era corneta en la orquesta naval, siendo con 19 años el músico más joven del ejército finlandés.
En el año 1925 Georg Malmstén se casó con Ragnhild Törnström. Tuvieron dos hijos, Ole Malmstén (1925–1981) y Ragni Malmstén (1933–2002). En la segunda mitad de la década, Malmstén se trasladó al Conservatorio de Helsinki (actual Academia Sibelius) a fin de estudiar canto con Väinö Lehtinen y ópera con Aino Ackté. Tuvo buenas críticas en los conciertos estudiantiles en los que participó, por lo que se interesó por él la compañía Parlophone.
En 1929 viajó a Berlín, donde grabó algunas de sus composiciones, entre ellas "Särkynyt onni", que vendió 17.000 copias y lo elevó a la categoría de estrella de la música de entretenimiento. Al principio escribía las letras en sueco, y su amigo RR Ryynänen las traducía al finlandés. Además, fueron los primeros en hacer canciones de estilo schlager en finés.
En esa época, sin embargo, la carrera de Malmstén se enfocaba más en la música artística. Así, en 1929 cantó la ópera de Georg Friedrich Händel Julio César en Egipto, y al año siguiente fue Jussi en la opera Pohjalaisia, representada en el Festival de Ópera de Savonlinna. Un año y medio después dio su primer concierto en la Universidad de Helsinki. A Malmstén le ofrecieron trabajar una ópera finlandesa, pero hubo de renunciar al trabajo por motivos económicos, pues hubiera debido dejar de lado el schlager y no hubiera podido mantener a su familia.
No pudiendo acceder al puesto de director de la orquesta naval, decidió centrarse en un trabajo directivo de la discográfica Parlophon, dedicándose finalmente a la música de entretenimiento.
Durante la Guerra de Invierno, Malmstén fue destinado a la Estación Naval de Helsinki como maestro de música. Durante la guerra las discográficas no pudieron buscar nuevos talentos, por lo que artistas consagrados como Malmstén fueron los únicos que continuaron grabando. Entre sus clásicos de la época figuran los temas "Lili Marleen", "Tumma yö", "Kaunis valhe", "Kaarina" y "Pienet kukkivat kummut", entre otros, viajando también a Estocolmo y a Berlín para grabar.
En la Guerra de Continuación sirvió en la Armada y realizó extensas giras, actuando en varias partes de Finlandia y en la radio. Algunas de las giras se hicieron con actividad enemiga. En los años de la posguerra Malmstén hizo pocas grabaciones significativas, aunque sí su canción más conocida, "Pennitön uneksija" (1947).
En el año 1948 pasó a dirigir la orquesta de la Policía de Helsinki. A comienzos de la década siguiente grabó muchas canciones que llegaron a ser clásicos, como "Stadin kundi". También interpretó la canción "Kohtalokas samba", muy tocada en los conciertos de su hermano. Sin embargo, en sus años en la Policía se centró más en la dirección de orquesta que en la actuación. Finalmente dejó la Policía en 1965.
Malmstén todavía grabó algunas versiones de sus canciones clásicas a principios de los años 1970. Grabó por última vez en 1975, interpretando los temas "Ilta skanssissa" y "Kirje sinulle" en un disco conmemorativo del cincuentenario de la Orquesta Dallapé. 
Georg Malmstén falleció en Helsinki en el año 1981, y fue enterrado en el Cementerio de Hietaniemi (bloque H36).

## Discografía
- Georg Malmstenin lastenlaulut 1930–1951
- Georg Malmsten på svenska vol 1
- Georg Malmsten på svenska vol 2
- Georg Malmstén, Jaakko Salon yhtye ja Kullervo Linnan Humppa-Veikot (1968)
- Georg Malmstén merellä (1971)
- Georg Malmsten − Duurissa ja mollissa (1981)
- Georg Malmstenin parhaimmat lastenlaulut (1981)
- Georg Malmsten − Unohtumattomat 1 (1992)
- Georg Malmsten − Unohtumattomat 2 (1993)
- Stadin kundi − Georg Malmsténin 100-vuotisjuhlakokoelma (2002)
- Kahden venheessä (2012)